# Démocrates de Suède
Les Démocrates de Suède (en suédois : Sverigedemokraterna, SD) sont un parti politique suédois nationaliste et de droite populiste,,, fondé en 1988,. Le parti se décrit comme un parti socialement conservateur avec une base nationaliste,. Le parti a été diversement caractérisé par les universitaires, les commentateurs politiques et les médias comme étant national-conservateur,, anti-immigration,,, anti-islam, eurosceptique,, ou d'extrême droite,.
Jimmie Åkesson dirige le parti depuis 2005. Sous sa direction, il a doublé ses résultats trois fois de suite, en 2006, 2010 et 2014. Durant cette progression, cependant, il n'a jamais fait partie d'une coalition au pouvoir, au niveau national, comtal ou communal, du fait de l'établissement d'un cordon sanitaire.
En 2018, sa progression est moindre, mais il gagne une influence décisive, dans plusieurs communes où il met fin au cordon, et surtout au Parlement où le bloc de centre-droit éclate sur la question d'une possible alliance.
Le parti se rapproche alors des Modérés et des Chrétiens-démocrates, qui n'ont pas voté la confiance au gouvernement Löfven II. Åkesson désire mener un « bloc conservateur » capable d'avoir la majorité en 2022.

## Histoire

### Débuts (1988-1998)
Le parti a été fondé le 6 février 1988, en prévision des élections générales de septembre 1988. À cette époque, le gouvernement est mené par les sociaux-démocrates, dirigés par Ingvar Carlsson à la suite de l'assassinat d'Olof Palme. Il est fondé par une poignée de militants nationalistes, dont des néonazis. Le premier dirigeant du parti, Anders Klarström, est un ancien militant d'un parti ouvertement néonazi, le Parti du Reich nordique. Pendant les premières années du parti, ses militants paradaient régulièrement en chemise brune.
Il fait partie des micro-partis qui apparaissent dans les années 1980 contre la politique d'immigration : les Démocrates du centre (en), le Parti du progrès (en), etc.
Le parti, qui rassemble alors divers groupuscules d'extrême droite, reste confidentiel : la liste reçoit 1 118 voix aux élections au Riksdag, soit 0,02 %.

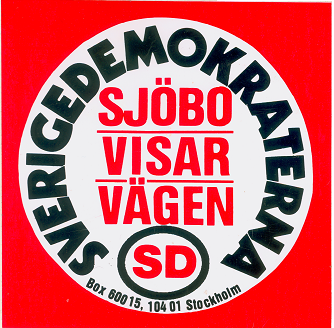
Autocollant des débuts du parti : « Sjöbo montre la voie » (Sjöbo est une commune dont le maire centriste avait, en 1988, organisé un référendum contre l'accueil de réfugiés).

En 1991, le thème de l'immigration devient central à la suite de l'accession au Riksdag d'un parti d'obédience libérale, nommé Nouvelle Démocratie, qui obtient 6,7 % des voix et 25 sièges. Il offre son soutien à un gouvernement de droite, dirigé par Carl Bildt, mais le parti finit par imploser et ne rassemble plus que 1,4 % des suffrages en 1994.
Lors de ces deux élections, les Démocrates de Suède rassemblent respectivement 0,09 % et 0,25 % des voix.
Durant ses débuts, le parti utilise régulièrement le slogan Bevara Sverige Svenskt (« gardons la Suède suédoise », qui est aussi le nom d'une mouvance née en 1979 aux débuts de la politique multiculturelle).

### Transformation (1995-2010)
Mikael Jansson dirige le parti de 1995 à 2005. Il commence par dissoudre l'organisation de jeunesse, où se trouvent de nombreux skinheads, qui nuisent à la réputation du parti. L'organisation est reformée en 1998.
Lors des élections générales de 1998, les Démocrates de Suède reçoivent 0,37 % des voix. Ils sont concurrencés sur l'immigration par Det nya partiet (sv) (le Nouveau parti), qui recueille 0,48 % des voix, et Nouvelle démocratie, qui fait 0,16 %.
Le parti se rapproche d'autres partis nationalistes européens affiliés à Euronat, dont le FN, le FPÖ, et l'AN. Fait significatif, lors de ces élections, le Front national français fait un don de 500 000 couronnes suédoises pour financer l'impression des brochures des Démocrates de Suède. Toutefois, l'alliance avec Euronat ne dure pas et le parti délaisse l'affiliation à son organisation de jeunesse.
En l'an 2000, Jimmie Åkesson, âgé de 21 ans, devient le chef de la branche jeunesse du parti, la SDU (Sverigedemokratisk Ungdom). Il le reste jusqu'à son élection à la tête du parti lui-même en 2005.
En octobre 2001, une faction du parti fait scission pour constituer les Nationaux-démocrates, un parti ethno-différentialiste et anti-atlantiste, dans la mouvance de la troisième position.
Lors des élections générales du 15 septembre 2002, SD recueille 1,44 % (76 300 voix) et se place largement en tête des petits partis, c'est-à-dire ceux qui ne sont pas représentés au Parlement national. Il n'obtient aucun siège lors des élections régionales. Le parti présente des listes dans 79 municipalités et obtient 63 sièges dans 29 d'entre elles.
Lors des élections européennes du 13 juin 2004, SD recueille 1,13 % (28 303 voix).
Jimmie Åkesson est élu chef du parti en 2005. Avec Björn Söder (sv), Mattias Karlsson et Richard Jomshof (en), il poursuit la politique de modération. En 2006, le parti abandonne son logo représentant une torche pour adopter une fleur bleue et jaune, Anemone hepatica, stylisée aux couleurs du pays.
Lors des élections générales du 17 septembre 2006, SD recueillit 2,93 % (162 463 voix) et fut de nouveau le premier parti non représenté au Parlement national. Ils enregistrèrent leurs meilleurs scores dans le sud de la Suède. Lors des élections comtales, SD obtint 16 sièges : 10 dans le comté de Scanie avec 6,58 % (45 945 voix), 3 dans celui de Blekinge avec 6,59 % (6 204 voix) et 3 dans celui de Örebro avec 3,59 % (6 005 voix). SD recueillit son meilleur score national à Landskrona (Skåne) avec 22,26 % (5 250 voix) et obtint 12 des 51 sièges municipaux.
Lors des élections européennes du 7 juin 2009, les Démocrates de Suède ont recueilli un score de 3,27 % (103 573 voix), ce qui était insuffisant pour entrer au Parlement européen.

### Entrée au Parlement (2010-2018)
Aux élections générales du 19 septembre 2010, le parti obtient 339 610 voix, soit 5,7 % ce qui lui permet d'entrer au Parlement national avec 20 sièges. C'est le premier nouveau parti à être élu, depuis Nouvelle démocratie en 1991. Son arrivée met en minorité la coalition bourgeoise au pouvoir. Le gouvernement Reinfeldt dut chercher des soutiens à gauche.
Lors des élections européennes de 2014, le parti obtient deux députés européens : Kristina Winberg et Peter Lundgren. Le parti n'a pas d'affiliation européenne mais les deux députés rejoignent le groupe parlementaire de Nigel Farage, ELDD. Quatre ans plus tard, en juin 2018, les deux députés rejoignent le groupe des Conservateurs et réformistes européens menés par les Tories.

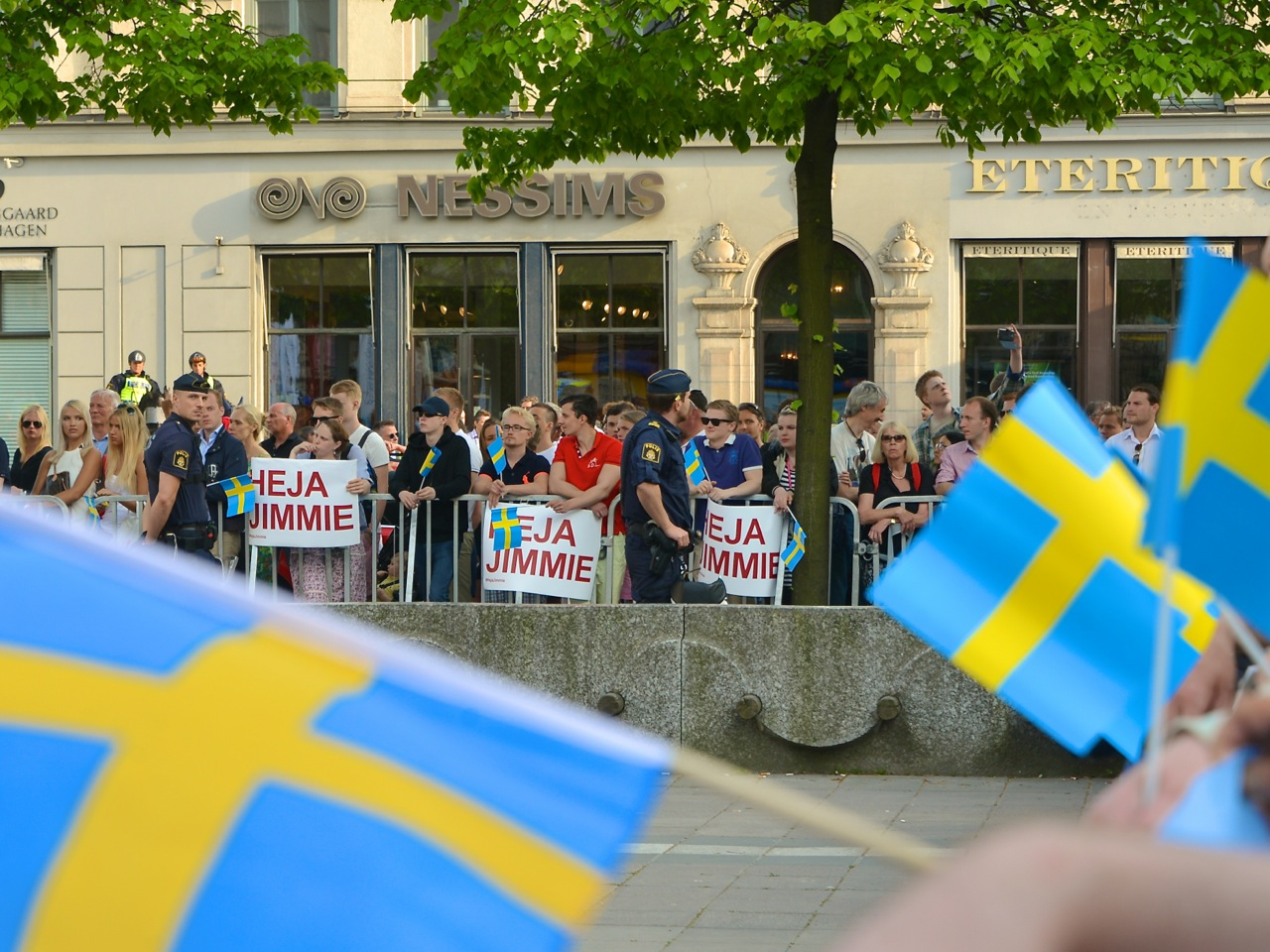
Militants des Démocrates de Suède à Stockholm durant les élections européennes de 2014.

Aux élections parlementaires de septembre 2014, le parti totalise presque 13 % des voix, un résultat qualifié par la presse de « séisme politique ». Avec 49 députés au Parlement, il fait plus que doubler son résultat précédent. Il devient même le premier parti dans la commune de Sjöbo, et sa présence oblige, dans certaines municipalités, à des coalitions de plus en plus larges.
Ce succès provoque alors une crise politique importante (sv) : le gouvernement Löfven, minoritaire, se trouve en décembre 2014 incapable de faire voter un budget, du fait de l'opposition commune des partis bourgeois et des Démocrates de Suède, possédant ensemble la majorité des voix. Stefan Löfven menace alors de convoquer de nouvelles élections, évènement très rare en Suède. Il obtient à la dernière minute un accord avec la coalition bourgeoise, d'après lequel, jusqu'en 2022, les deux coalitions ne s'empêchent pas de gouverner si l'autre est à la tête d'un gouvernement minoritaire.
En 2018, les deux députés européens du parti quittent le groupe parlementaire de Nigel Farage pour rejoindre celui, libéral-conservateur, dirigé par les conservateurs britanniques.
La même année, deux députés du parti, Olle Felten et Jeff Ahl, suivis par l'ancien chef Mikael Jansson, quittent le parti pour fonder Alternative pour la Suède (en), opposé à l'OTAN, à l'UE et favorable au rapatriement d'une partie des 1,9 million d'habitants d'origine étrangère.
Lors des élections générales du 9 septembre 2018, le parti obtient 17,62 % des voix et 63 sièges. Bien que n'ayant pas réussi autant que les sondages le laissaient prévoir, Åkesson affirme : « Nous allons disposer d'une grande influence sur ce qui va se passer en Suède dans les semaines, les mois et les années à venir. »
Aucun bloc n'ayant de majorité, Åkesson dit vouloir donner sa confiance à tout gouvernement qui lui donnerait une influence. Cependant, les Libéraux et les Centristes de l'Alliance, en position de pivots, refusent de soutenir tout gouvernement qui ferait des concessions aux Démocrates de Suède. Pour se maintenir au pouvoir, le gouvernement Löfven entreprend donc de faire des concessions à ces deux partis. Le gouvernement rouge-vert est ainsi reconduit grâce à l'abstention des Centristes, des Libéraux, et du Parti de Gauche, lors du vote de confiance en janvier 2019.
Cette alliance inédite met fin à la « politique des blocs » (L'Alliance et les Rouges-verts), qui depuis 2006 avait institué un bipartisme de fait, mais dont les origines remontent à l'avant-guerre (sociaux-démocrates contre partis bourgeois).
Le parti se rapproche des deux autres partis de droite qui n'ont pas voté la confiance. Au niveau local, le cordon sanitaire ne tient plus. Avant l'élection, une enquête auprès des élus locaux du Parti des Modérés affirmait que seuls 31% d'entre eux excluaient toute coopération avec les SD. Après l'élection, le parti gouverne quatre communes, et se retrouve en position de pivot dans plusieurs dizaines d'autres où les partis de l'Alliance ont une majorité simple.
Åkesson se veut désormais le chef d'un bloc de droite conservatrice qu'il veut amener au pouvoir en 2022
À l'approche des élections européennes de 2019, l'eurodéputé Peter Lundgren dit ne plus vouloir la sortie de la Suède de l'Union européenne, ni de référendum sur la sortie. Il dit vouloir la réformer de l'intérieur, grâce à une majorité eurocritique au Parlement.

### Succès notable aux législatives de 2022
Les Démocrates de Suède sont les grands vainqueurs des élections législatives de septembre 2022. Le parti devient, avec un score de 20,7 %, le deuxième parti du pays, et le premier d’un nouveau bloc des droites. La campagne des législatives a été dominée par les thèmes de la criminalité et des règlements de compte meurtriers de gangs, de la flambée des prix des carburants et de l’électricité, des problèmes d’intégration. Les Démocrates de Suède obtiennent 73 sièges sur les 176 sièges, du bloc des quatre partis de droite.

## Électeurs
Les succès électoraux du parti s'expliquent notamment par la crainte du déclassement social qu’éprouve une partie des classes moyennes suédoises dans un contexte d’accroissement des inégalités de revenu et d'affaiblissement de l’État-providence (accès aux soins, à l’aide aux personnes âgées, à l’emploi public), alors que les gouvernements successifs font depuis les années 1990 de la politique de réduction de la dette publique et de libéralisation de l'économie une priorité. À cela s’ajoute plusieurs vagues migratoires (Assyriens chrétiens à la fin des années 1970, Yougoslaves dans les années 1990, puis Syriens, Turcs et Irakiens à partir de 2015) qui ont fait passer la proportion de personnes d'origine étrangère de 7 % en 1970 à 18 % en 2020, ajoutant à la concurrence sur le marché du travail et provoquant une réaction de rejet du multiculturalisme.
En 2022, un sondage de sortie des urnes effectué sur une base d'11 000 personnes démontre que le parti progresse parmi toutes les classes d'âge, notamment chez les jeunes de 18 à 21 ans, qui votent à 22 % pour le parti d'extrême droite. L'enquête démontre également que les Démocrates de Suède sont plus populaires chez les hommes que chez les femmes, bien qu'une progression est également observée chez ces dernières. Le parti progresse dans toutes les circonscriptions, à l'exception de Malmö. Le principal point commun entre leurs électeurs est l'opposition à l'immigration.
Les supporteurs des Démocrates de Suède se distinguent également dans leurs croyances à propos de certains phénomènes scientifiques. Par rapport aux supporteurs des autres partis politiques à l'échelle nationale, les supporteurs des Démocrates de Suède sont plus enclins à croire que les différences sociales (ex.: talents, intelligences, comportements) entre les individus et entre les groupes sont le reflet de prédispositions génétiques,.

## Affaires
En dépit de la stratégie de dédiabolisation prônée par Jimmie Akesson, des militants et des élus sont fréquemment mis en cause pour leur lien avec des organisations néonazies. Des dirigeants sont aussi à l'origine de certains dérapages : l’ancien vice-président du Parlement, Björn Söder, affirme ainsi en 2014 que les Samis et les juifs « ne sont pas suédois », et le secrétaire du parti, Richard Jomshof, qualifie en 2021 l’islam de « religion détestable ».

### Affaire des caricatures de Mahomet
En 2006, d'après le journal Dagens Nyheter, bien que les Affaires étrangères suédoises et le SÄPO aient obtenu la fermeture du site web du parti après l'ouverture d'un concours de dessins et la publication des caricatures, celles-ci sont toujours accessibles au travers de leur organisation de jeunesse.

### Affaire Soran Ismaïl
À l'été 2010, tôt le matin, Erik Almqvist, Kent Ekeroth (en), députés au Riksdag, chambre des députés suédoise, ainsi que Christian Westling, élu local de Stockholm et tous trois cadres du parti, s'en prennent à Soran Ismail (sv), acteur comique suédois d'origine kurde, qu'ils traitent de babbe, que l'on pourrait traduire par « bougnoule ». Les trois personnages lui expliquent qu'il est un « antisuédois » et qu'il n'a rien à faire là puisque « ceci est mon pays ». Erik Almqvist conclut par « arrête de faire chier les Suédois par tes provocations ».
Ils s'en prennent ensuite à un jeune Suédois en état d'ébriété, lui demandant de se comporter en « bon Suédois ». Une jeune passante lui venant en aide, ils la traitent alors de « petite pute, salope, lèche-métèque » et la brutalisent à l'aide de tubes métalliques ramassés dans la rue. La police arrive alors et les trois hommes dénoncent le jeune homme en état d'ébriété comme l'auteur de l'agression. Kent Ekeroth filme lui-même la scène en caméra cachée, le film ayant pour but à l'origine de dénoncer les agressions verbales censées être subies par les membres de Sverigedemokraterna. Plus loin dans une autre séquence, le cameraman dit « trop génial de foutre la merde ».
Deux ans plus tard, en novembre 2012, le journal suédois l'Expressen dévoile la vidéo. Très rapidement, Erik Almqvist démissionne de ses fonctions au parti mais se refuse d'abord, tout comme Kent Ekeroth, à démissionner de son poste de député. Il finit par démissionner de son poste en décembre 2012.

## Fondements idéologiques
Fondé par Leif Zeilon (en), le parti trouve ses origines dans le mouvement des années 1980 Bevara Sverige Svenskt (« garder la Suède suédoise ») et au Sverigepartiet (SvP). Le politologue Jean-Yves Camus souligne que le parti des Démocrates de Suède est, « de toutes les formations populistes xénophobes scandinaves, la plus radicale, la seule à avoir été fondée à partir d’éléments néofascistes, voire néonazis ».
Depuis le milieu des années 1990, alors que le pays a été confronté au cours de la décennie précédente à un terrorisme d'extrême droite, le chef du parti Mikael Jansson s'est efforcé de rendre le parti plus respectable, en s'inspirant des autres partis européens populistes, comme le Front national.
Les points de vue des Démocrates de Suède sont presque toujours rejetés par « l'establishment suédois », à savoir l'ensemble des sept autres partis actuellement représentés au Parlement suédois, par la majorité des journaux, par l'Église de Suède et par de nombreuses facultés universitaires. Ils sont parfois comparés[Par qui ?] à d'autres partis populistes, comme le Front national en France ou le Parti national britannique au Royaume-Uni[réf. nécessaire]. Pour d'autres[Qui ?], un meilleur parallèle serait à faire avec le mouvement paléoconservateur des États-Unis, point de vue marginal chez les conservateurs suédois.
Le parti n'est plus favorable à la sortie de la Suède de l'Union européenne[Quand ?].
Si les Démocrates de Suède se montrent très critique à l'égard du gouvernement conservateur de Fredrik Reinfeldt, lui reprochant notamment la hausse du chômage, une étude du groupe de réflexion Tiden montre cependant que leur groupe parlementaire a voté 90 % projets de lois présentés par le gouvernement en 2012 et 2013. Le parti est orienté à droite sur les questions économiques, soutenant en particulier la politique fiscale des conservateurs et la remise en cause du modèle de protection sociale suédois.
Le parti se prononce en faveur des subventions aux énergies fossiles, de la réduction de la présence de l’État dans l’économie et de la lutte contre l’immigration. Plutôt que de recourir aux énergies renouvelables, il préconise l’importation de gaz et du charbon. Il est le seul parti avoir voté contre la ratification de l’Accord de Paris sur le climat, signé en décembre 2015, puis à défendre un retrait.
En 2022, le député Mattias Karlsson, décrit comme idéologue des Démocrates de Suède par Le Monde, énumère comme priorités du parti « le maintien à leur niveau actuel des allocations-chômage », « des mesures en faveur du pouvoir d’achat, le durcissement de la politique migratoire et le « retour de la loi et de l’ordre » ». Le parti souhaite également « un virage conservateur à la politique culturelle ».

## Résultats électoraux

### Élections parlementaires
| Année | Voix      | %     | Rang | Sièges   | Gouvernement                        |
| ----- | --------- | ----- | ---- | -------- | ----------------------------------- |
| 1988  | 1 118     | 0,02  |      | 0 / 349  | Extra-parlementaire                 |
| 1991  | 4 887     | 0,09  | 10e  | 0 / 349  | Extra-parlementaire                 |
| 1994  | 13 954    | 0,25  | 9e   | 0 / 349  | Extra-parlementaire                 |
| 1998  | 19 624    | 0,37  | 10e  | 0 / 349  | Extra-parlementaire                 |
| 2002  | 76 300    | 1,44  | 8e   | 0 / 349  | Extra-parlementaire                 |
| 2006  | 162 463   | 2,93  | 8e   | 0 / 349  | Extra-parlementaire                 |
| 2010  | 339 610   | 5,70  | 6e   | 20 / 349 | Opposition                          |
| 2014  | 801 178   | 12,86 | 3e   | 49 / 349 | Opposition                          |
| 2018  | 1 135 627 | 17,53 | 3e   | 62 / 349 | Opposition                          |
| 2022  | 1 330 325 | 20,54 | 2e   | 73 / 349 | Soutien au gouvernement Kristersson |

### Élections européennes
| Année | Voix    | %     | Rang | Sièges | Groupe                             |
| ----- | ------- | ----- | ---- | ------ | ---------------------------------- |
| 1999  | 8 568   | 0,33  | 8e   | 0 / 22 |                                    |
| 2004  | 28 303  | 1,13  | 9e   | 0 / 19 |                                    |
| 2009  | 103 584 | 3,27  | 10e  | 0 / 18 |                                    |
| 2014  | 359 248 | 9,67  | 5e   | 2 / 20 | ELDD (2014-2018) CRE (depuis 2018) |
| 2019  | 636 877 | 15,34 | 3e   | 3 / 20 | CRE                                |
| 2024  | 552 920 | 13,17 | 4e   | 3 / 21 | CRE                                |

### Élections régionales
| Année | Voix    | %     | Sièges     | Conseils de comtés | Conseils de comtés |
| Année | Voix    | %     | Sièges     | Majorité           | Opposition         |
| ----- | ------- | ----- | ---------- | ------------------ | ------------------ |
| 2002  | 29 511  | ?     | 0 / 1656   | 0                  | 0                  |
| 2006  | 149 891 | 2,77  | 16 / 1656  | 0                  | 3                  |
| 2010  | 266 307 | 4,58  | 68 / 1662  | 0                  | 16                 |
| 2014  | 561 611 | 9,14  | 161 / 1678 | 0                  | 20                 |
| 2018  | 828 220 | 12,86 | 224 / 1696 | 0                  | 20                 |
| 2022  | 958 137 | 14,94 | 275 / 1684 | 1                  | 19                 |

### Élections municipales
| Année | Voix    | %     | Sièges       | Conseils municipaux | Conseils municipaux |
| Année | Voix    | %     | Sièges       | Majorité            | Opposition          |
| ----- | ------- | ----- | ------------ | ------------------- | ------------------- |
| 2002  | 47 704  | ?     | 49 / 13274   | 0                   | ?                   |
| 2006  | 159 105 | 2,77  | 281 / 13092  | 0                   | 144                 |
| 2010  | 290 782 | 4,91  | 612 / 12978  | 0                   | 246                 |
| 2014  | 581 475 | 9,33  | 1324 / 12780 | 0                   | 263                 |
| 2018  | 832 083 | 12,74 | 1806 / 12700 | 4                   | 284                 |

## Dirigeants

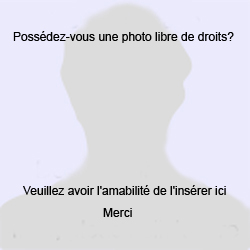
Leif Zeilon (en) (1988-1989).
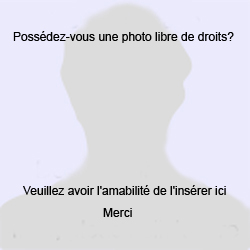
Anders Klarström (en) (1989-1995).
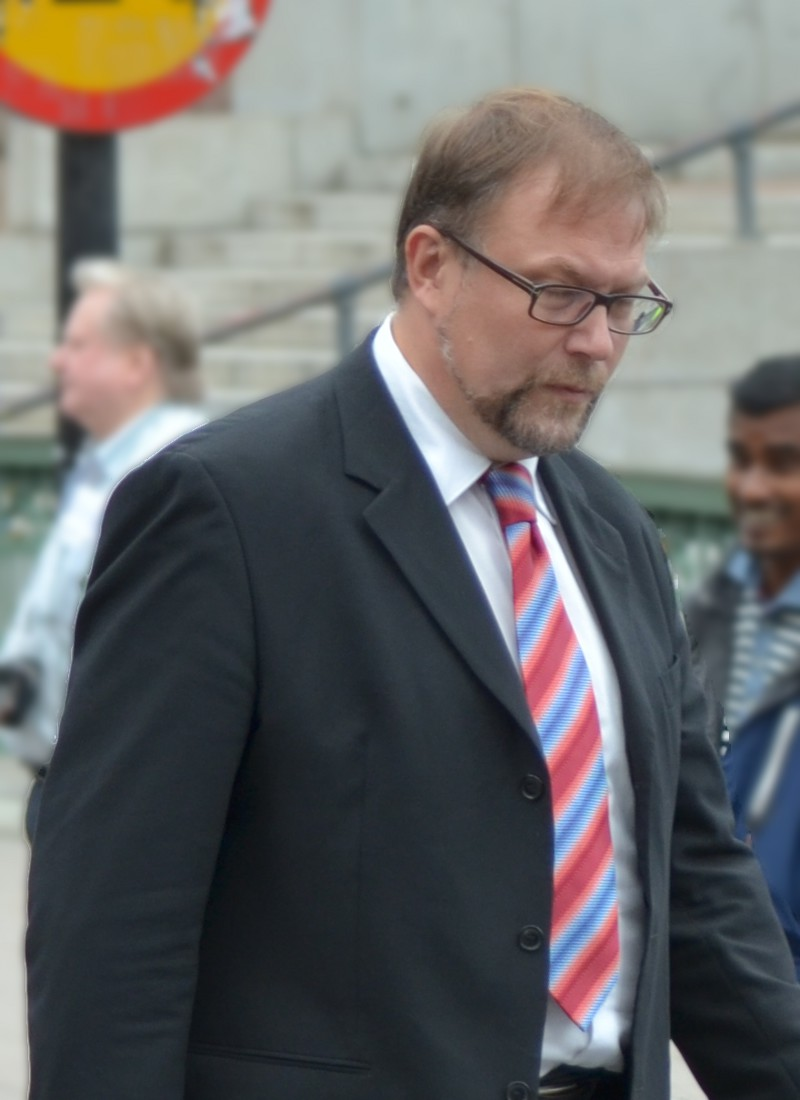
Mikael Jansson (1995-2005).
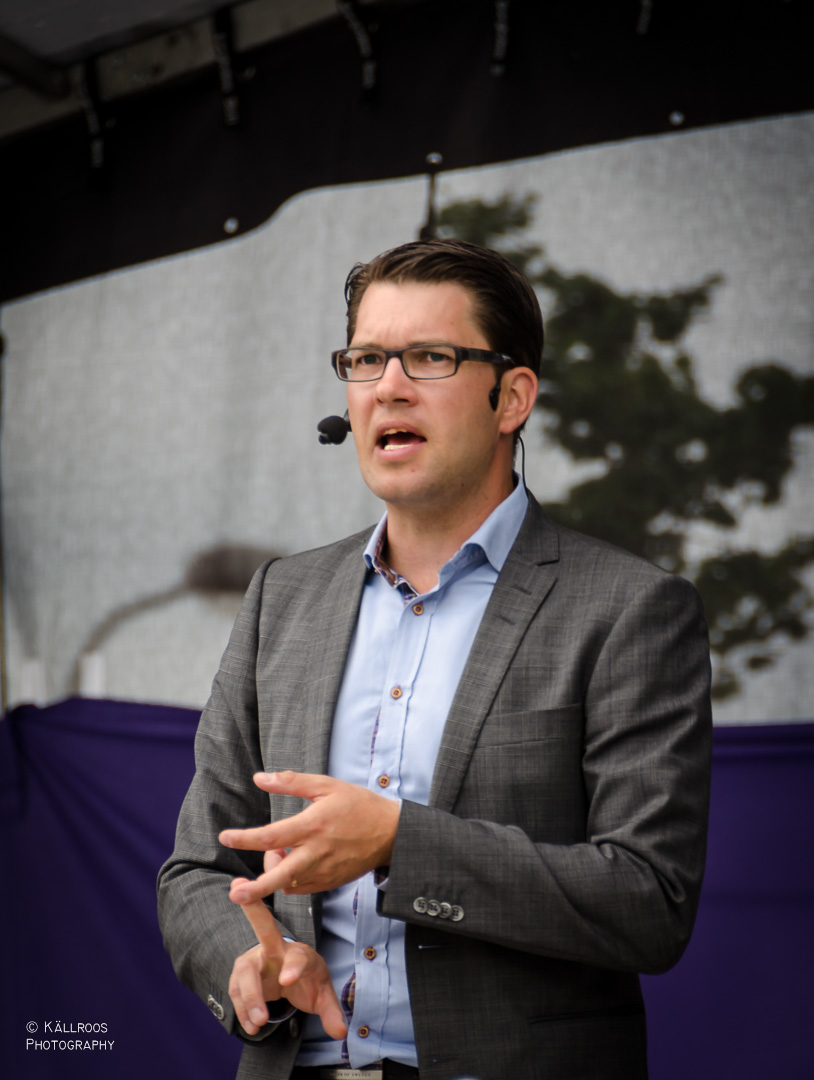
Jimmie Åkesson (depuis 2005).